# ヨアヒム・ミュンヒェベルク
ヨアヒム・ミュンヒェベルク（Joachim Müncheberg、1918年12月31日 - 1943年 3月23日）は、第二次世界大戦時のドイツ空軍のエース・パイロットである。エース・パイロットとは空中戦で5機以上の敵機を撃墜した軍人パイロットを呼び表す呼称である。ミュンヒェベルクは500回以上の作戦飛行で135機を撃墜し、東部戦線での33機を含む戦果の大部分は西部戦線で挙げられたものであった。西部戦線での102機の戦果の中には46機のスーパーマリン スピットファイア戦闘機が含まれていた。

## 第二次世界大戦初期
ミュンヒェベルクはドランベルク（Dramburg）近郊のフリードリヒドルフ（Friedrichsdorf）で生まれた。少年の頃から空を飛ぶことと機械類に非常に興味を持ち、軍隊に入る前には運動の分野でも才能を発揮した。1936年にドイツ陸軍に入隊し、1938年に空軍へ転籍した。その後第234戦闘航空団に配属された。
1939年10月にミュンヒェベルクは第26戦闘航空団（JG 26）/第III飛行隊に配属され、11月7日に英第57飛行隊のH・R・バーウリィ（H.R. Barwley）操縦のブリストル ブレニム Mk. I爆撃機（L1325）を初めて撃墜した。フランス侵攻作戦中にミュンヒェベルクは1940年5月31日の1日で4機の戦果を含む8機の連合国軍機を撃墜した。
バトル・オブ・ブリテンの初期にミュンヒェベルクはJG 26/第III飛行隊長のアドルフ・ガーランドの僚機を務め、8月末にはJG 26/第7飛行中隊の飛行中隊長に昇進し、9月14日に20機目の戦果を挙げると同日に騎士鉄十字章を授与された。この功績によりミュンヒェベルクは国防軍最高司令部が発表する軍事情勢報道の「国防軍軍報」（Wehrmachtberichtに採り上げられた（全5回の内初めて）。ミュンヒェベルクはバトル・オブ・ブリテン期間中に合計14機を撃墜した。

## マルタ作戦
1941年2月からミュンヒェベルクの飛行中隊は地中海戦線に配備されたメッサーシュミット Bf109機を装備した最初の部隊となった。シシリー島を拠点としたこの飛行中隊は1名のパイロットも失うことなくおよそ52機の戦果を挙げ、その部隊規模を考慮すると成功を収めたといえた。この戦果の内約半数はミュンヒェベルク自身のものであった。バルカン半島侵攻作戦支援のユーゴスラビア上空での作戦任務では4月6日にユーゴスラビア軍のホーカー フューリー複葉機を撃墜し、地上にいる別の1機を破壊したと申告した（実際は2機ともアヴィア BH-33機であった）。2月16日にミュンヒェベルクは、第261飛行隊のジェームズ・マクラクラン（James Maclachlan）中尉のホーカー ハリケーン機を撃墜し、マクラクランは重傷を負いつつ脱出し腕を失ったが1943年中に戦闘任務に復帰した。2月26日には第261飛行隊所属の7機撃墜記録を持つマルタのエースパイロットF/O FF Taylorを撃墜し、テイラーは戦死した。
1941年5月に騎士鉄十字章に柏葉とイタリアのMedaglia d'Oroを授与されたミュンヒェベルクはこの時点で43機を撃墜していた。1941年半ばの2カ月間はリビヤでのドイツアフリカ軍団への支援任務に就き、更に5機を撃墜した。
8月にJG 26/第7飛行中隊はフランスに戻り、ミュンヒェベルクは1942年6月までに更に35機（内34機はスピットファイア機）を撃墜した。4月29日にミュンヒェベルクに撃墜され戦死したのはポーランド第1戦闘航空団（1st Polish Fighter Wing）の航空団長でポーランド人エースパイロットのマリアン・ピザレックだった可能性がある。9月19日にミュンヒェベルクは大尉に昇進し、JG 26/第II飛行隊の飛行隊長に就任した。

## ロシア 1942年
1942年7月にミュンヒェベルクは東部戦線に配属され、第51戦闘航空団に赴任した。9月5日に100機目を撃墜し、103機目を撃墜した後に柏葉付騎士鉄十字章に剣を授与された。ミュンヒェベルクは東部戦線戦域上空で33機のソ連軍機を撃墜し、その間自身は2度撃墜された。

## 北アフリカ
1942年10月1日にミュンヒェベルク少佐は、北アフリカとチュニジアに展開する第77戦闘航空団の戦闘航空団司令に任命された。この戦域で挙げた24機の戦果の最初として11月9日に英第92飛行隊のスピットファイア機を撃墜した。12月10日にミュンヒェベルクは英第112飛行隊のH・C・シェヴァー（HC Shaver）中尉とR・R・スミス（RR Smith）中尉のキティホーク機との戦闘の後で乗機のBf 109-G2を不時着させたが負傷はしなかった。1943年の春にミュンヒェベルクは英米機を相手に100機を撃墜した2人目のドイツ軍パイロットとなった。
1943年3月23日にミュンヒェベルクはチュニジア上空で135機目の戦果となるアメリカ陸軍航空軍の第52戦闘団所属のスウィートマン（Sweetman）大尉操縦のスピットファイア機に機関砲の近接射撃を浴びせた後、敵機の爆発に巻き込まれた。何とか脱出し重傷を負ってパラシュートで着地したところを捜索隊が素早くミュンヒェベルクを収容したが野戦病院に向かう途上で死亡した。

## 受勲
- 鉄十字章（1939）
  - 2級（1939年9月17日）
  - 1級（1940年5月10日）
- ドイツ十字章金章（1942年6月5日）：第26戦闘航空団/第II飛行隊の大尉として[6]
- 空軍前線飛行章金章 戦闘機パイロット・「400」ペナント付[2]
- パイロット兼観測員章[2]
- 柏葉剣付騎士鉄十字章
  - 騎士鉄十字章（1940年9月14日）：第26戦闘航空団/第III飛行隊の副官の中尉として[7]
  - 柏葉 第12号（1941年5月7日）：第26戦闘航空団/第7飛行中隊の飛行中隊長の中尉として[7]
  - 剣 第19号（1942年6月15日）：第51戦闘航空団の戦闘航空団司令代理の大尉として[7]
- 国防軍軍報（Wehrmachtbericht）で言及されること5回
- Medaglia d'oro al Valore Militare（1941年5月7日）

1962年11月30日にミュンヒェベルクの遺族（とハンス・ヨアヒム・マルセイユの遺族）に1,500DMの1回だけの名誉軍人年金がイタリア国防相ジュリオ・アンドレオッティから支払われた。

### 国防軍軍報からの引用
| 日付                  | 国防軍軍報のオリジナル原稿 | 和訳（英訳から転訳）                                                                                     |
| --------------------- | --- | --- |
| 1940年9月15日 日曜日  | Oberleutnant Müncheberg errang seinen 20. Luftsieg.                                                                                                   | ミュンヒェベルク中尉は20機目の戦果を挙げた。                                                             |
| 1940年5月1日 木曜日   | Oberleutnant Müncheberg errang bei Luftkämpfen über der Insel Malta seinen 39. und 40. Luftsieg.                                                      | ミュンヒェベルク中尉はマルタ島上空の戦闘で39機目と40機目の戦果を挙げた。                                 |
| 1940年12月11日 木曜日 | Hauptmann Müncheberg errang seinen 60. Luftsieg. | ミュンヒェベルク大尉は60機目の戦果を挙げた。                                                             |
| 1942年6月4日 木曜日   | Hauptmann Müncheberg errang am 2. Juni seinen 80., Oberleutnant Marseille am 3. Juni in Nordafrika seinen 70. bis 75. Luftsieg.                       | ミュンヒェベルク大尉は6月2日に80機目を、マルセイユ中尉は6月3日に北アフリカで70機目から75機目を撃墜した。 |
| 1943年3月25日 木曜日  | Major Müncheberg, ausgezeichnet mit dem Eichenlaub und Schwertern zum Ritterkreuz des Eisernen Kreuzes, fand nach seinem 135. Luftsieg den Heldentod. | 柏葉付騎士鉄十字章佩用のミュンヒェベルク少佐は135機目の戦果を挙げた後で戦死した。                        |

## 参照
出典
1. ↑  Spick 1996, pp. 3–4.
2. 1 2 3  Berger 2000, p. 236.
3. ↑  Williamson 2005, p. 59.
4. 1 2  Berger 2000, p. 237.
5. ↑  Scutts 1994, p. 88.
6. ↑  Patzwall and Scherzer 2001, p. 323.
7. 1 2 3  Scherzer 2007, p. 559.
8. ↑  Wübbe 2001, p. 66.
9. ↑  Die Wehrmachtberichte 1939–1945 Band 1, p. 304.
10. ↑  Die Wehrmachtberichte 1939–1945 Band 1, p. 516.
11. ↑  Die Wehrmachtberichte 1939–1945 Band 1, p. 744.
12. ↑  Die Wehrmachtberichte 1939-1945 Band 2, pp. 150, 151.
13. ↑  Die Wehrmachtberichte 1939-1945 Band 2, p. 469.

参考文献
- Berger, Florian (2000). Mit Eichenlaub und Schwertern. Die höchstdekorierten Soldaten des Zweiten Weltkrieges. Wien, Austria: Selbstverlag Florian Berger. ISBN 3-9501307-0-5.
- Fellgiebel, Walther-Peer (2000). Die Träger des Ritterkreuzes des Eisernen Kreuzes 1939-1945. Friedburg, Germany: Podzun-Pallas. ISBN 3-7909-0284-5.
- Hagen, Hans-Peter (1998). Husaren des Himmels Berühmte deutsche Jagdflieger und die Geschichte ihrer Waffe (in German). Rastatt, Germany: Moewig. ISBN 3-8118-1456-7.
- Obermaier, Ernst (1989). Die Ritterkreuzträger der Luftwaffe Jagdflieger 1939 - 1945 (in German). Mainz, Germany: Verlag Dieter Hoffmann. ISBN 3-87341-065-6.
- Patzwall, Klaus D. and Scherzer, Veit (2001). Das Deutsche Kreuz 1941 - 1945 Geschichte und Inhaber Band II. Norderstedt, Germany: Verlag Klaus D. Patzwall. ISBN 3-931533-45-X.
- Scherzer, Veit (2007). Die Ritterkreuzträger 1939–1945 Die Inhaber des Ritterkreuzes des Eisernen Kreuzes 1939 von Heer, Luftwaffe, Kriegsmarine, Waffen-SS, Volkssturm sowie mit Deutschland verbündeter Streitkräfte nach den Unterlagen des Bundesarchives (in German). Jena, Germany: Scherzers Miltaer-Verlag. ISBN 978-3-938845-17-2.
- Scutts, Jerry (1994). Bf 109 Aces of North Africa and the Mediterranean. London, UK: Osprey Aerospace. ISBN 1-85532-448-2.
- Spick, Mike (1996). Luftwaffe Fighter Aces. New York: Ivy Books. ISBN 0-8041-1696-2.
- Williamson, Gordon & Bujeiro, Ramiro (2005). Knight's Cross and Oak Leaves Recipients 1941-45. Osprey Publishing Ltd. ISBN 1-84176-642-9.
- Wübbe, Walter (2001). Hauptmann Hans Joachim Marseille Ein Jagdfliegerschicksal in Daten, Bildern und Dokumenten. Schnellbach, Germany: Verlag Siegfried Bublies. ISBN 3-926584-78-5.
- Die Wehrmachtberichte 1939–1945 Band 1, 1. September 1939 bis 31. Dezember 1941 (in German). München: Deutscher Taschenbuch Verlag GmbH & Co. KG, 1985. ISBN 3-423-05944-3.
- Die Wehrmachtberichte 1939-1945 Band 2, 1. Januar 1942 bis 31. Dezember 1943 (in German). München: Deutscher Taschenbuch Verlag GmbH & Co. KG, 1985. ISBN 3-423-05944-3.